# Winds Devouring Men
Winds Devouring Men — п'ятий студійний альбом французького колективу Elend.
Лімітоване видання альбому містить бонус-трек під номером 11.

## Список композицій
1. The Poisonous Eye — 6:55
2. Worn Out With Dreams — 5:43
3. Charis — 5:58
4. Under War-Broken Trees — 5:36
5. Away From Barren Stars — 7:28
6. Winds Devouring Men — 4:38
7. Vision is All That Matters — 5:59
8. The Newborn Sailor — 5:54
9. The Plain Masks of Daylight — 6:11
10. A Staggering Moon — 5:54
11. Silent Slumber: A God That Breeds Pestilence (бонус-трек) — 5:18